# Khanato di Kokand
Il Khanato di Kokand (usbeco Qo'qon Xonligi) era un Khanato islamico indipendente dell'Asia centrale, esistito tra il 1709-1876 su un territorio oggi diviso tra Uzbekistan, Tagikistan e Kirghizistan. Fu fondato dallo shaybanide Shahrukh Boi nella parte occidentale della pianura di Fergana, eleggendo come capitale la piccola città di Kokand, dove fece costruire una cittadella fortificata.
Sia suo figlio (ʿAbd al-Karim) sia suo nipote (Narbuta Beg) allargarono la cittadella, ma entrambi furono costretti a pagare un tributo alla dinastia Qing cinese tra il 1774 e il 1798, cosa che di tanto in tanto viene ricordata dai cinesi per affermare la loro sovranità sull'intera valle di Fergana.
ʿAlim, figlio di Narbuta Beg, fu tanto crudele quanto efficiente: assoldò un esercito mercenario di tagichi e conquistò tutta la valle di Fergana, incluso Khujand e Tashkent. Fu però assassinato dal fratello ʿOmar nel 1809.
Madali (ossia Mohammed ʿAli), figlio di ʿOmar, salì al trono nel 1821 all'età di 12 anni. Durante il suo regno il khanato raggiunse la massima estensione territoriale. Nel 1841 il capitano britannico Arthur Conolly, dopo aver fallito nel creare un'alleanza tra i khanati dell'area in funzione anti-russa, nel novembre 1841 lasciò Kokand per Bukhara, cercando di soccorrere il colonnello Charles Stoddart, ma furono entrambi uccisi nel 1842.
Nonostante gli sforzi della vedova di ʿOmar, la famosa poetessa Nadira, anche Madali si distinse per crudeltà e dissolutezza, dando all'emiro Nasrullah Khan di Bukhara il pretesto per invadere Kokand nel 1842. I cittadini di Kokand però, preferendo i propri despoti a quelli stranieri, si ribellarono poco dopo e si scelsero come khan Shir ʿAli, cugino di Madali.
Negli anni successivi il Khanato fu sconvolto da lotte intestine e conflitti etnici, dando buon gioco ad incursioni provenienti da Bukhara e dalla Russia.
Shir ʿAli regnò dal 1845 al 1865, eccetto un breve periodo nel 1858 quando il regno fu governato dall'Emiro Nasrullah di Bukhara. Nel frattempo la Russia continuava nelle sue pressioni, conquistando Tashkent nel 1866 e Khojand nel 1867. Sospinto dai russi, Yakub Beg, già signore di Tashkent, riparò a Kashgar che strappò ai cinesi.
Nel 1868 un trattato commerciale trasformò Kokhand in uno Stato vassallo e l'ormai inutile Khudayar Khan, il nuovo khan, spese tutte le sue energie per abbellire il suo palazzo. Le relazioni dei visitatori occidentali che capitavano a Kokhand raccontano che vi si trovavano 600 moschee e 15 madrase.
Una insurrezione anti russa e contro l'oppressivo regime fiscale di Khudayar costrinse quest'ultimo all'esilio nel 1875. Gli successe Pulad, suo parente, la cui politica anti-russa provocò l'annessione del Khanato da parte dei generali Konstantin von Kaufman e Michail Skobelev nel marzo 1876, dopo accesi combattimenti.
Il Khanato di Kokand fu dichiarato decaduto e i suoi territori incorporati nella provincia di Fergana del Turkestan russo.

## Khan di Kokand (1800-1876)
- ʿAlim Khan (1800 - 1809)
- Muhammad Umar Khan (1809 - 1822) (sostenuto da Amir al-Muslimin fino al 1814)
- Muhammad ʿAli Khan (1822 - 1841)
- Shir ʿAli Khan (giugno 1842 - 1845)
- Murad Beg Khan (1845)
- Muhammad Khudayar Khan (1845 - 1858)
- Muhammad Malla Beg Khan (1858 - 1º marzo 1862)
- Shah Murad Khan (1862)
- Muhammad Khudayar Khan (1862 - 1865) (2º mandato)
- Muhammad Sulta Khan (1863 - marzo 1865) (con 'Alimqul come reggente)
- Bil Bahchi Khan (1865)
- Muhammad Sultah Khan (1865 - 1866) (2º mandato)
- Muhammad Khudayar Khan (1866 - 22 luglio 1875) (3º mandato)
- Nasir al-Din Khan (1875)
- Muhammad Pulad Beg Khan (1875 - dicembre 1875)
- Nasir al-Din Khan (dicembre 1875 - 19 febbraio 1876) (2º mandato)